# Pfarrkirche Hofkirchen bei Saxen

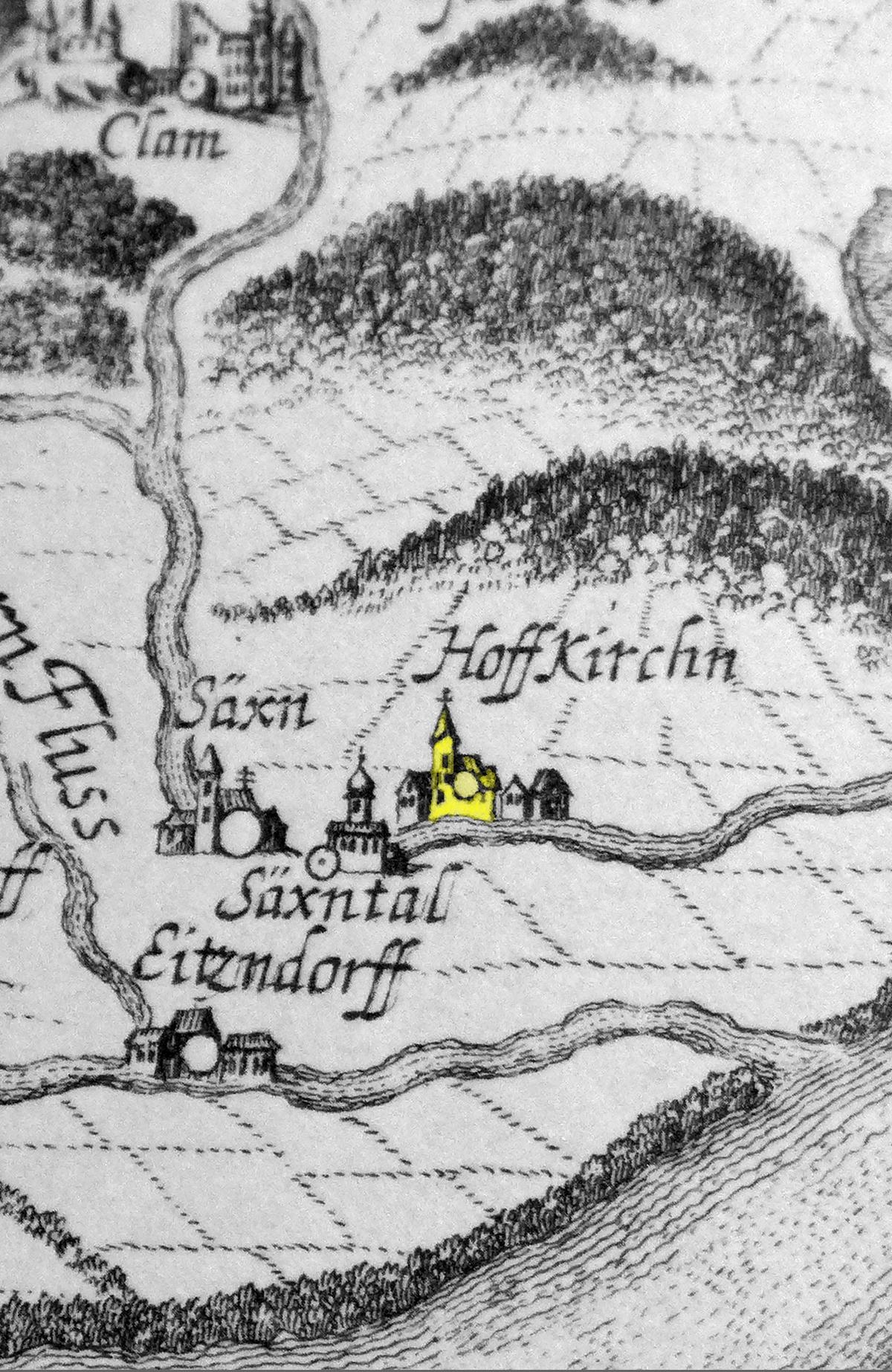
1667. Topographia von Georg Matthäus Vischer

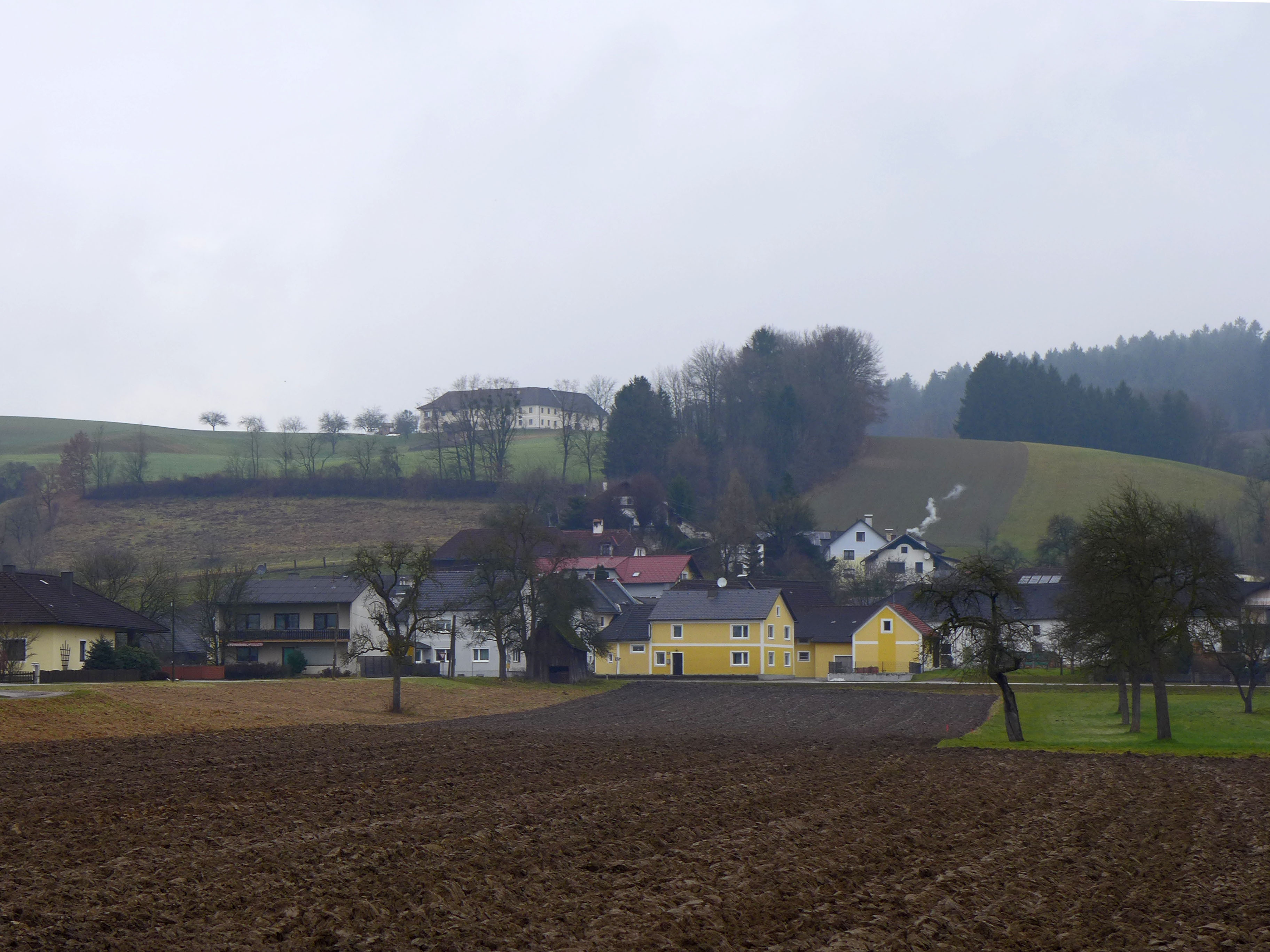
Hofkirchen von Süden. Die abgekommene Kirche stand etwa in der Mitte des Bildes auf einem Geländesporn 17 Meter über der Ebene.

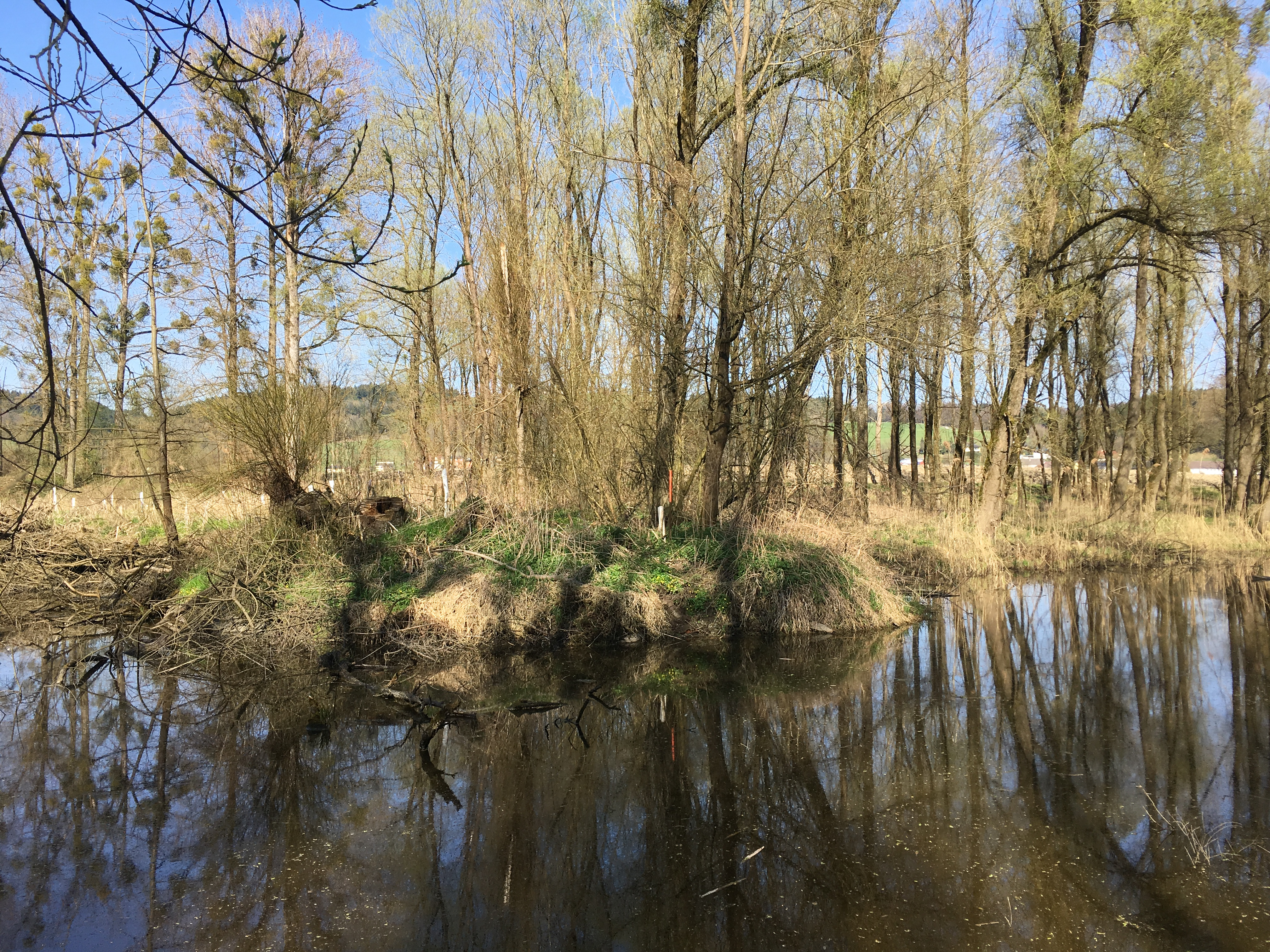
Der schon fast verlandete Katzenstein südöstlich von Saxen – Blick Richtung Norden nach Hofkirchen und Wetzelsdorf

Die Pfarrkirche Hofkirchen bei Saxen war eine Sankt Nikola-Kirche im Ort Hofkirchen in der Marktgemeinde Saxen im Bezirk Perg in Oberösterreich. Nach Auflösung der Pfarre im Jahre 1784 wurde die Kirche abgerissen.

## Lage
Die kleine Ortschaft Hofkirchen bei Saxen (nicht zu verwechseln mit Hofkirchen im Mühlkreis) liegt im historischen oberösterreichischen Machland am Übergang des Hügellandes des Böhmischen Massivs in die Ebene des heutigen Machlands. Hier verlief auch ein alter Ost-West-Handelsweg, die Hauderer-Straße (nun als B3 bekannt).
Heutzutage ist Hofkirchen eineinhalb Kilometer entfernt von der Donau. Früher aber lag der Ort nahe zum Ufer des damals noch unregulierten und verästelten Donaustromes. In Hanglage am Fuß des Böhmischen Massivs waren Hofkirchens Gehöfte vor Überflutungen sicher. Hofkirchens Kirche samt Friedhof lag trotzdem höher auf einem Hangsporn etwa 17 Meter über den Gehöften in der Ebene. Die Kirche war damit weithin sichtbar und für die Schiffsleute eine Votivkirche vergleichbar mit Sankt Nikola an der Donau.
An der Donau südlich von Hofkirchen befand sich der Katzenstein, der wie der Jochenstein bei Engelhartszell, der Kettenstein bei Wilhering und der donauabwärts gelegene Strudengau bei den Schiffsleuten gefürchtet war. Der Katzenstein (Chazze-Fels) wird in Urkunden der Burg Clam mehrmals als Anlege- und Verladestätte des Marktes Klam erwähnt. Anfang des 20. Jahrhunderts gab es dort noch den Binder im Katzenstein ( Katzensteinhäusl, Saxendorf Nr. 11).

## Patrozinium
Wegen der Lage am Strom war es naheliegend, Hofkirchens Kirche dem Hl. Nikolaus als Patron der Schiffsleute zu widmen. Damit reiht sich Hofkirchen in eine Kette von Sankt Nikola-Kirchen entlang der Donau ein:
- Sankt Nikola in Passau, wo die Abfertigung der Inn-Salzschiffe erfolgte.
- Stadtpfarrkirche Linz-Urfahr mit ihrem Nikolaus-Fresko (in Latein und Russisch).
- Pfarrkirche Mauthausen, wo es Donauübergang und Mautstätte gab.
- Sankt Nikola an der Donau, wo die Schiffsleute den gefährlichen Strudengau hinter sich lassen konnten.

## Geschichte

### Mittelalter
Die Kirche in Hofkirchen wird möglicherweise bereits in der ins Jahr 823 datierten Urkunde Confirmatio Ludovici Pii erwähnt, in welcher Kaiser Ludwig der Fromme dem Passauer Bischof zwei Kirchen in Saxen überlässt (in Saxinum Basilicas duas). Im damals riesigen Gebiet Saxens als eine der acht Mutterpfarren des Mühlviertels könnte es sich bei der zweiten Kirche allerdings auch um die Andreaskirche in Mitterkirchen oder um die Taufkapelle in der Burg Arbing gehandelt haben.
Die erste namentliche Erwähnung als „Hofkirchen“ erfolgte um 1230, als es einen Streit zwischen dem Pfarrer von Saxen und dem Vogt des Stiftes Sankt Nikola um die Grenzen und Rechte der capella in hofchirchen ging.
Hofkirchen war auch die Begräbniskirche der Herrschaft Clam. Allmählich entwickelte sich die Filial- und Begräbniskirche jedoch zu einer eigenständigen Pfarrkirche mit entsprechenden Merkmalen. Im Jahr 1544 fand eine Kirchenvisitation statt, und spätestens im Jahr 1552 hatte Hofkirchen auch einen eigenen Pfarrer. Christoph Perger II. (gestorben 1581) hatte in diesem Jahr nämlich einen Streit mit dem Pfarrherrn Johann Schach, der daraufhin die Stiftsbriefe, die in einer schwarzen, mit Eisen beschlagenen Truhe in der Sakristei aufbewahrt waren, zum zuständigen Bischof Wolfgang von Salm nach Passau brachte und dort den Herrn von Klam verklagte. In Lehensbriefen von Kaiser Rudolf II. von 1579, 1583 und 1605 scheint Hofkirchen als Kirchenlehen von Clam auf.

### Blütezeit unter den Pergern
Wolfgang Christoph Perger, Lehensherr von Klam, ließ 1584 die Kirche renovieren und neu überwölben. Hofkirchen hatte als ordentliche Pfarre zu jener Zeit einen Taufstein und ein Sakrarium. Während in der Nachbarpfarre Saxen durchwegs katholische Pfarrer tätig waren, gab es in Hofkirchen zwischen 1581 und 1624 drei evangelische Prediger und von 1590 bis 1624 evangelische Schulmeister, die nach kaiserlichem Dekret vom 4. Oktober 1624 unter dem bayerischen Statthalter Adam von Herberstorff jedoch den Ort verlassen mussten. Michael Heinz, der letzte evangelische Pfarrer von Hofkirchen, übersiedelte 1624 nach Schloss Rastbach in Niederösterreich, verließ Österreich endgültig im Jahr 1627 und erhielt eine Anstellung beim Herzog von Württemberg.
Im Jahr 1616 wurde in Hofkirchen ein neuer Pfarrhof eingerichtet, in welchem die Seelsorger wohnten und die Kinder unterrichtet wurden.
Johann Gottfried Perger (1598–1673), Neffe von Wolfgang Christoph Perger, gilt als großer Förderer von Hofkirchen und Klam. Am 11. August 1636 wurde ihm von Kaiser Ferdinand III. der Titel Edle Herr von Clam verliehen und ab 22. November 1655 durfte er sich Freiherr von Clam nennen. Er ließ 1641 die Hofkirchner Kirche neu verputzen und deren Orgel restaurieren. Aus verschiedenen Steinen, die im Friedhof rund um die Kirche herumlagen, ließ er eine Martersäule erbauen. Er stiftete ein Spital in Klam und verfasste eine Chronik. Im Jahr 1659 begann er mit dem Bau der Pfarrkirche Klam, vorerst als Filialkirche von Saxen. Durch den Kirchenbau in Klam verlagerte sich das Pfarrleben allerdings weg von Hofkirchen, das zusehends an Bedeutung verlor.

### Kirchenorgeln
Wolfgang Christoph Perger kaufte im Jahr 1591 bei einer Rückreise vom kaiserlichen Hof in Prag die Orgel des Linzer Landhauses, die für die Zwecke der Landstände zu klein geworden war. Nach einigen Jahrzehnten beschwerten sich allerdings die Organisten und Schulmeister, dass sie „auf iezige mode zu schlagen nit fortkomben mögen“. Deshalb zahlte Johann Gottfried Perger im Jahr 1641 einem Orgelbauer Franz N. 80 Gulden für eine Orgelrenovierung, die jedoch misslang. Um die Kirche nicht ohne Orgel zu lassen, kaufte Johann Gottfried im Jahr 1660 beim Meister Mathias Rotenburger in Linz ein neues Werk um 142 Gulden. Nach Aufhebung der Kirche wurde diese Orgel 1798 zerlegt und in die Kirche nach Klam gebracht, wo sie allerdings kurze Zeit später in Zahlung gegen eine neue Orgel gegeben wurde.

### Sperre und Auflösung
Kaiser Joseph II. verordnete mit einem Brief vom 28. Februar 1784 die Sperre des Gotteshauses in Hofkirchen. Im Jahr 1792 verfasste man eine Liste des Inventars. Darauf befinden sich unter anderem ein silberner Kelch, ein kupfernes Weihwasserbecken, vier Leuchter, eine Lampe und ein Weihrauchfass aus Messing, 6 Kaseln in unterschiedlichen Farben (je eine grüne, blaue, rote und weiße Kasel und zwei schwarze Messgewänder). Die zwei kleinen Kirchenglocken wurden 1793 nach Klam gebracht. Mit dem Abbau der Inneneinrichtung wurde am 2. Mai 1798 begonnen. Der Klamer Tischler Josef Hurn demontierte Altar, Kirchenstühle, Fußböden und zerlegte die Orgel, die nach Klam transportiert wurde. Am 29. Mai 1798 ersteigerte ein gewisser Johann Jagerbichler das Dachstuhlholz um 17 Gulden und 6 Kreuzer.

## Kirche

### Kirchengebäude

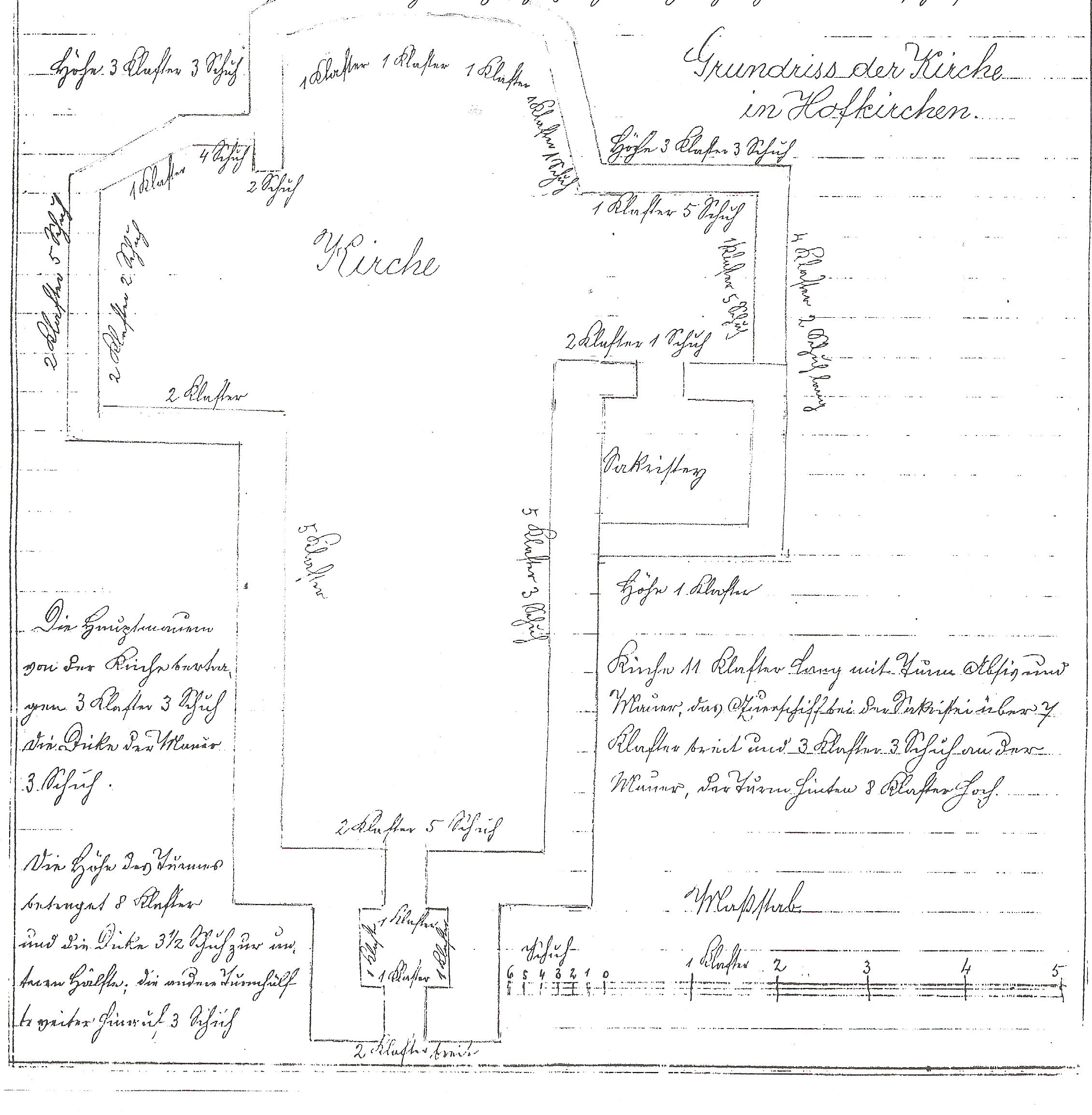
Grundriss der ehemaligen Pfarrkirche in Hofkirchen. Bemaßung in Klafter (= 1,8 m) und Schuh (= 0,3 m)

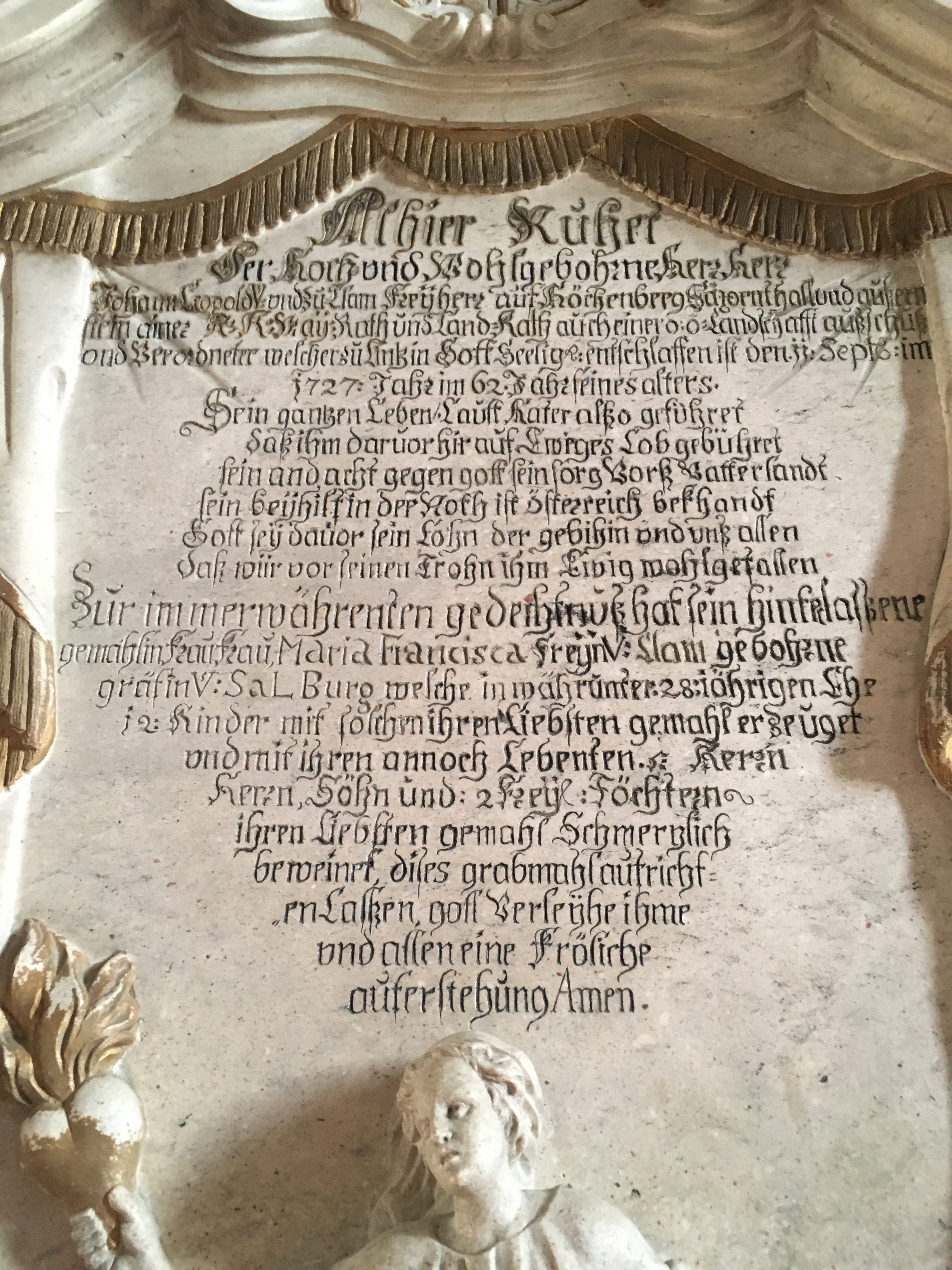
Grabstein von Johann Leopold Clam

Die Kirche stand auf einem Hangsporn etwa 17 Meter über den Gehöften von Hofkirchen und war Richtung Osten ausgerichtet. Sie war inklusive des westlichen Turm und der östlichen Apsis elf Klafter(19,8 Meter) lang und beim Querschiff sieben Klafter (12,6 Meter) breit. Der Kirchturm war 8 Klafter (14,4 Meter) hoch. Die erhaltene Grundrissskizze zeigt uns die Details. Eine Sakristei ergänzte das Querschiff.

### Gruft der Herrschaft Clam
Bei der Kirche gab es den Friedhof und die Gruft der Herrschaft Clam. Sie befand sich unmittelbar südlich der Kirche. In der Stiftungsurkunde von 1661 sind einige der dort Beigesetzten samt Wertangabe für Sarg angeführt: Christoph Perger II zu Clam (gestorben 1581), 60 Gulden; seine Ehefrau Margarethe, geborene Polchinger (gestorben 1586), 40 Gulden; Hanns Enoch Perger zu Clam (gestorben 1617), Kupfersarg 100 Gulden; seine Ehefrau Anna Caritas, geborene von Salburg, 50 Gulden; deren Mutter Barbara von Salburg, geborene Spiller von Mettenberg, 100 Gulden (also Kupfersarg); Martin Mardrankher, Mautner in Struden und Pfleger in Grein, 30 Gulden; ein weiterer Perger zu Clam, der als Kornett (Offizier) im Kampf gegen die Türken gefallen war.
Nach Auflösung der Pfarre wurden die kupfernen und einige weitere Särge in die (nicht zugängliche) Gruft beim Marienaltar der Pfarrkirche Saxen  überführt. Dort befinden sie sich noch heute. Ebenso nach Saxen überführt wurde der Grabstein von Johann Leopold Clam (gestorben in Linz 1727).

## Heutige Spuren
Von der Hofkirchner Kirche samt Friedhof blieb nur der Bauplatz als Wiesengelände südlich vom Haus Hofkirchen Nr. 15 erhalten. Das dortige Holzkreuz  zwischen zwei mächtigen Bäumen symbolisiert den ehemaligen Standort des Kirchturms. Von dem Gelände hat man noch immer einen weiten Blick hinaus in die Donauebene des Machlands.
Ehemals diente das Haus Hofkirchen Nr. 15 am Nordrand des Geländes als Mesnerhaus (nun Neubau). In dem Haus Hofkirchen Nr. 14 am Südrand des Geländes wohnten aber die Schulmeister. Es war das Lehrerhaus (nun weitgehend modernisiert mit einbezogener alter Steinbloßmauer).
Das kleine Häusl am Ostrand des Geländes (ohne Hausnummer) war einst die Gruft der Herrschaft Clam. Hofkirchen war ja die Begräbnispfarre der Herrschaft Clam. Das Häusl mit etwa 6 × 7 Meter Grundfläche blieb erstaunlicherweise erhalten. Es bekam später im Volksmund den Namen Totenhäusl und es gehört zum Besitz von Haus Nr. 14. Sein Keller wurde früher als Mostkeller verwendet. Im Keller sind heute keine Spuren der ursprünglichen Zweckwidmung als Gruft mehr zu erkennen.
Das Haus Hofkirchen Nr. 10 wurde 1616 als Pfarrhof erbaut (nun weitgehend Neubau). Es steht etwas weiter weg im Osten auf dem Talhang über dem Hofkirchner Bächlein. Vor dem Gehöft Hofkirchen Nr. 18 steht eine Bildsäule ( Pestsäule) mit der Beschriftung 1572.
Für die erhaltenen Spuren besteht kein Denkmalschutz (2021).

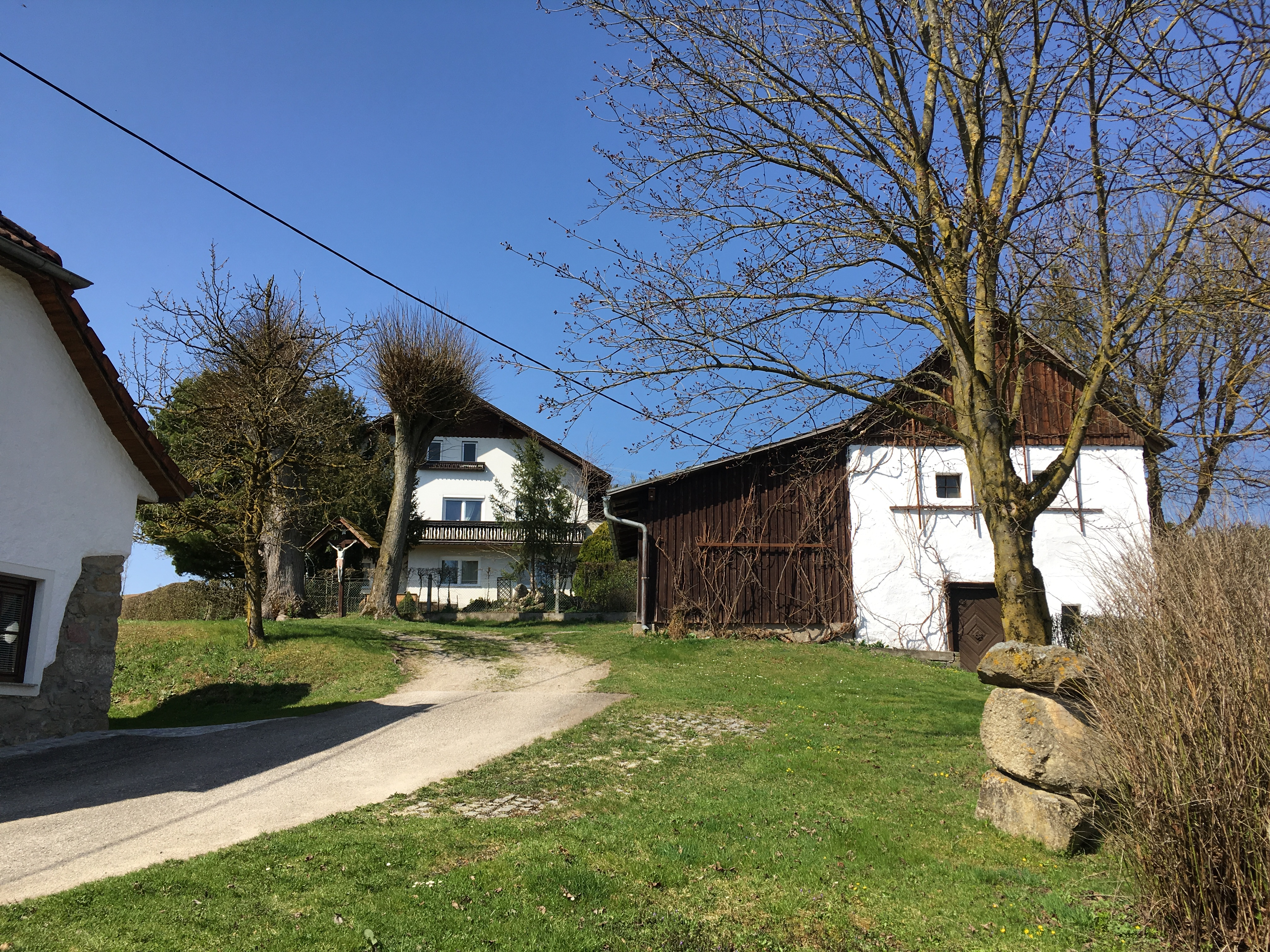
Von l. n. r.: Nr. 14 Lehrerhaus. Holzkreuz anstelle Kirchturm. Nr. 15 Mesnerhaus. Totenhäusl, Gruft der Herrschaft Clam
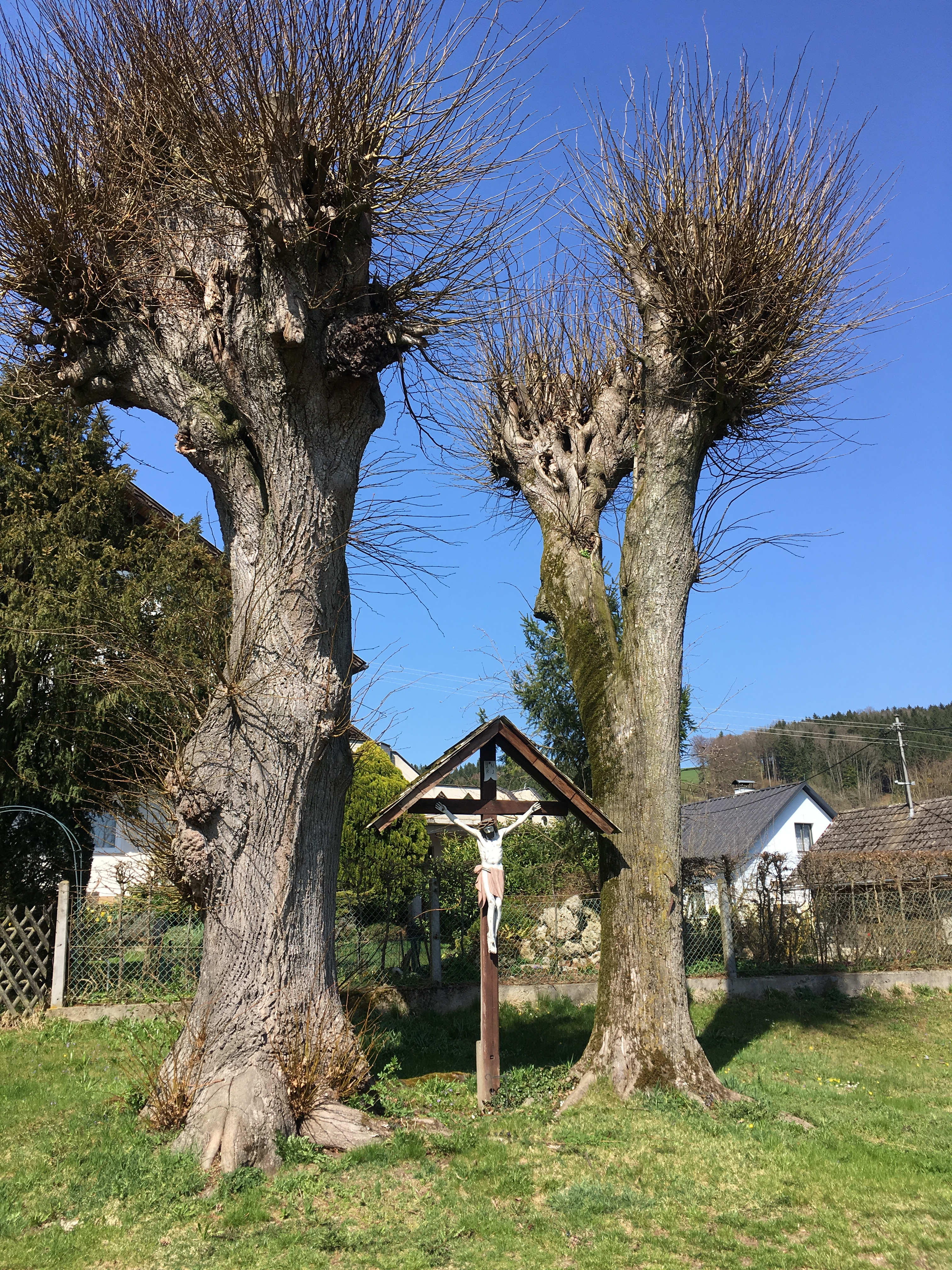
Holzkreuz an der Stelle des einstigen Kirchturms
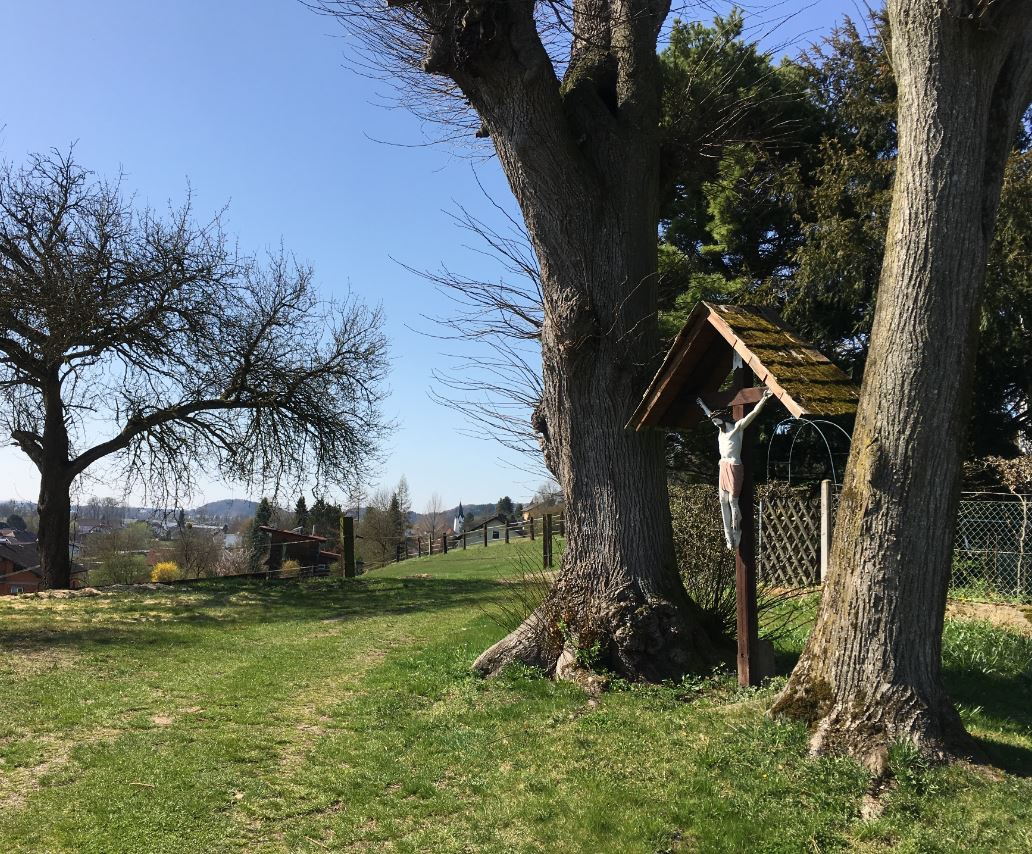
Blick nach Saxen und Baumgartenberg (kleiner heller Fleck)
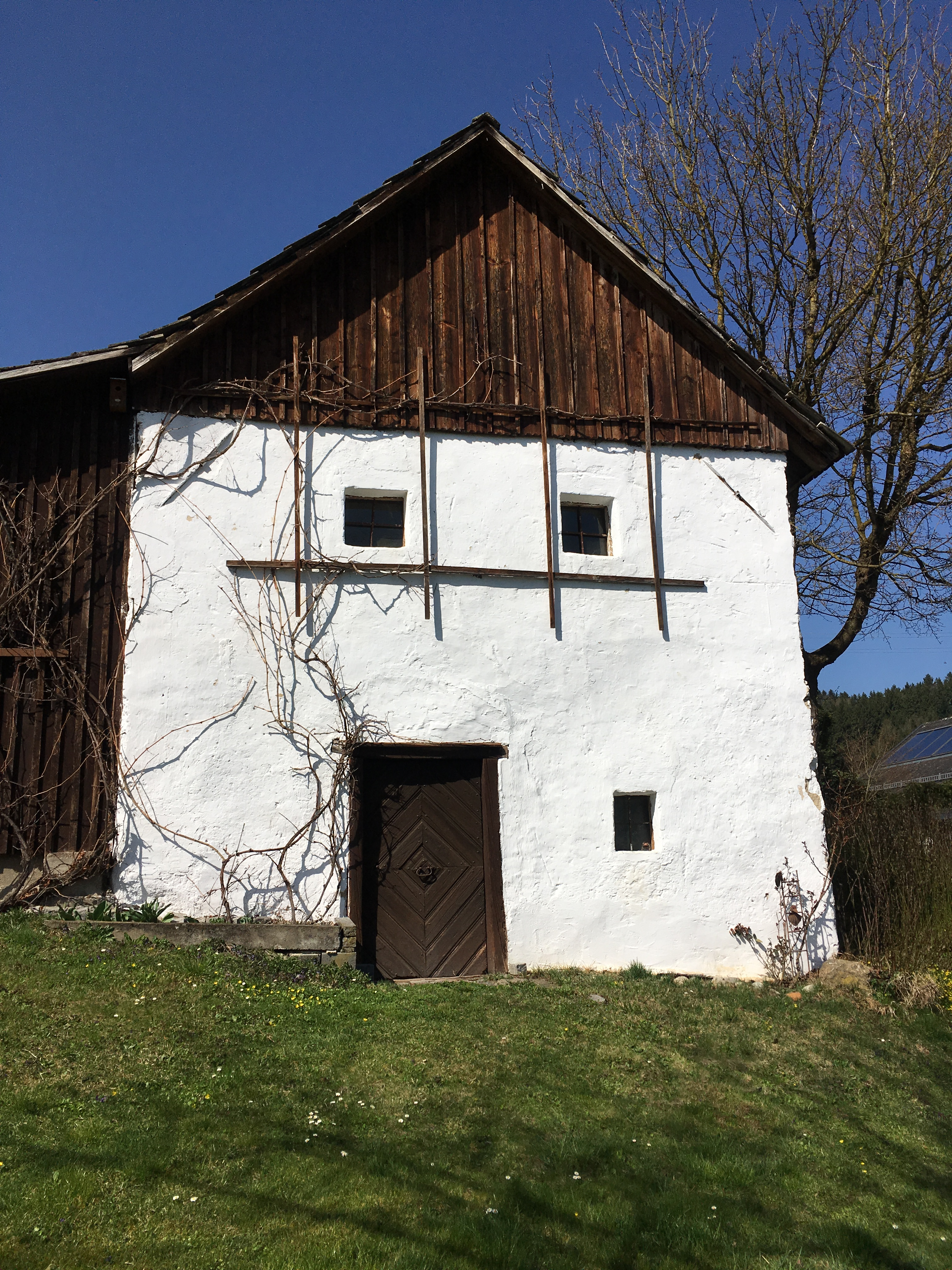
Totenhäusl, ehemalige Gruft der Herrschaft Clam
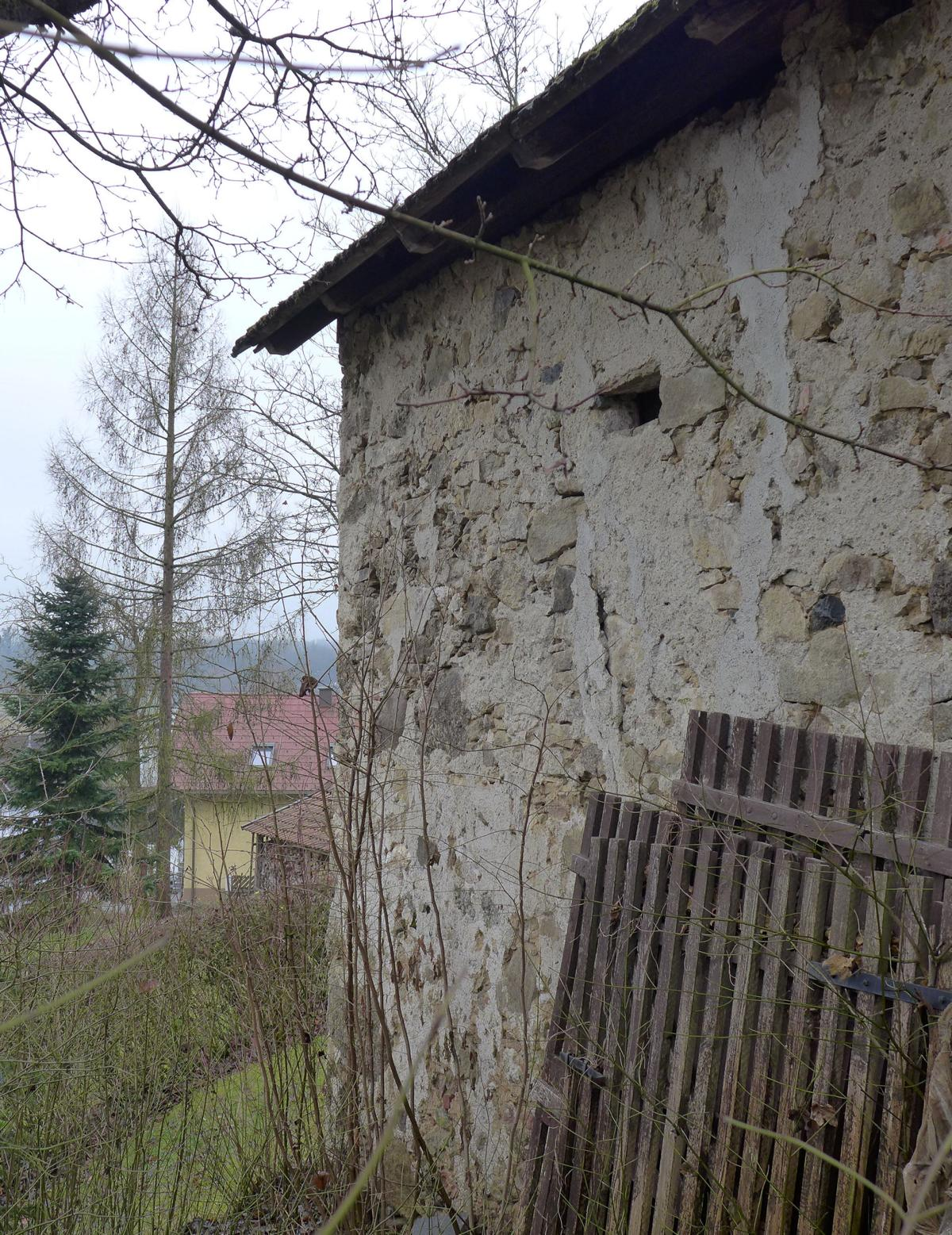
Totenhäusl. Östliche Außenwand mit Fensterschlitz